# Maison Hankar
La maison Hankar est un bâtiment de style Art nouveau édifié à Saint-Gilles, une commune de Bruxelles en Belgique, par l'architecte Paul Hankar pour son usage personnel.

## Localisation
La maison personnelle de Paul Hankar est située à Saint-Gilles, au numéro 71 de la rue Defacqz, rue où Hankar construira l'Hôtel Ciamberlani en 1897, au cœur d'un quartier qui abrite de nombreux chefs-d'œuvre de l'Art nouveau bruxellois comme l'hôtel Solvay, l'hôtel Tassel, l'hôtel Otlet, la maison Van Rysselberghe, etc.

## Historique
Paul Hankar édifie sa maison personnelle en 1893, soit l'année même où Victor Horta construit l'hôtel Tassel dans la rue Paul-Émile Janson toute proche. 
Hankar se montre cependant nettement moins novateur que Horta : le plan reste traditionnel et l'Art nouveau ne se manifeste que dans les éléments décoratifs, tels les sgraffites et les balustrades en fer forgé.
L'édifice fait l'objet d'un classement au titre des monuments historiques depuis le 26 mai 1975,.

## Architecture

### Style
Selon Marcel M. Celis, la maison présente une façade « de style Art nouveau, teinté d'éclectisme empreint de néogothique, de néo-renaissance flamande, de symbolisme et de japonisme ».

### Polychromie de la façade
La caractéristique la plus marquante de la façade est la polychromie qui résulte d'un côté de la présence de plusieurs sgraffites et de l'autre de l'utilisation de plusieurs matériaux aux teintes contrastées : la brique rouge, la pierre bleue, la pierre de Gobertange et le poudingue rose.

### Structure de la façade
La façade présente une composition à l'asymétrie très marquée.
La partie de droite est consacrée à la porte d'entrée surmontée d'un auvent et de baies géminées qui éclairent l'escalier.
La partie de gauche est ornée d'un oriel de deux étages : cet oriel est supporté par deux puissantes consoles en pierre qui encadrent la baie du bel-étage. Il est orné de balustrades en fer forgé représentant des chats évoluant dans un décor de capucines. L'oriel est surmonté d'un balcon prolongé par deux colonnes en fer forgé qui supportent la corniche. 

### Les sgraffites
La façade est ornée de plusieurs sgraffites dus au talent d'Adolphe Crespin :
- un sgraffite orné d'hortensias blancs et comportant un cartouche affichant la date de 1893
- quatre sgraffites situés sous la corniche : 
  - « Matin » (oiseau et feuilles de marronnier)
  - « Jour » (oiseau et soleil radieux)
  - « Soir » (hirondelle)
  - « Nuit » (chauve-souris et étoiles)